# XBIZ Award for Best Acting - Lead
L'XBIZ Award for Best Acting - Lead è un premio pornografico assegnato all'attrice protagonista votata come migliore dalla XBIZ, l'ente che assegna gli XBIZ Awards, riconosciuti tra i migliori premi del settore. Il premio riprende il vecchio "Acting Performance of the Year - Female", assegnato tra il 2010 e il 2012. 
Come per gli altri premi, viene assegnato nel corso di una cerimonia che si svolge a Los Angeles, solitamente nel mese di gennaio, dal 2021 e ha sostituito tutti i premi Best Actor e Best Actress di tutte le categorie delle edizioni precedenti.

## Vincitrici

### Anni 2010
| Anno | Vincitrice     | Titolo                           |
| ---- | -------------- | -------------------------------- |
| 2010 | Kimberly Kane  | The Sex Files: A Dark XXX Parody |
| 2011 | Kayden Kross   | Body Heat                        |
| 2012 | Jessie Andrews | Portrait of a Call Girl          |

### Anni 2020
| Anno | Vincitrice    | Titolo        |
| ---- | ------------- | ------------- |
| 2021 | Maitland Ward | Muse          |
| 2022 | Maitland Ward | Muse 2        |
| 2023 | Jane Wilde    | Stars         |
| 2024 | Nicole Kitt   | Ashford Manor |
| 2025 | Maitland Ward | American MILF |